# Pracica
Pracica (Wieprzówka) – potok będący górnym biegiem Wieprzówki. Ma długość 6,65 km i powierzchnię zlewni 12,21 km².
Zlewnia potoku obejmuje północne stoki głównego grzbietu Beskidu Małego, na odcinku od Potrójnej po szczyt Na Beskidzie. W całości znajduje się w obrębie miejscowości Rzyki. Potok zasilany jest licznymi ciekami, ich najwyżej położone źródła znajdują się na wysokości około 800 m. Cieki te tworzą trzy główne potoki:
- lewobrzeżny dopływ na osiedlu Praciaki,
- potok Doliny, lewobrzeżny,
- potok Ryta, prawobrzeżny, spływający po zachodniej stronie zboczy Turonia[2].

Ryta uchodzi do Pracicy na wysokości około 500 m. Od tego miejsca Pracica spływa w północnym kierunku i uchodzi do Wieprzówki na wysokości około 400 m.